# A-Junioren-Bundesliga 2021/22
Die Saison 2021/22 war die 19. Spielzeit der A-Junioren-Bundesliga. Sie wurde am 13. August (Staffeln Süd/Südwest und Nord/Nordost) bzw. 11. September 2021 (Staffel West) eröffnet, das Endspiel um die Meisterschaft fand am 29. Mai 2022 statt.
Deutscher Meister wurde zum neunten Mal Borussia Dortmund, das eine Woche zuvor bereits den DFB-Juniorenpokal gewonnen hatte. Die Westfalen setzten sich in dessen Stadion mit 2:1 gegen Hertha BSC durch; die Berliner hatten zuletzt 2018 den Titel errungen.
Nachdem die Vorsaison aufgrund der COVID-19-Pandemie nach einer Entscheidung des DFB vom 23. April 2021 vorzeitig für beendet erklärt und nicht gewertet wurde, nahmen kein amtierender Meister oder Pokalsieger teil. Da die Abstiege weiterhin temporär ausgesetzt wurden, bestand das Teilnehmerfeld aus den 52 Teilnehmern der vorherigen Spielzeit sowie den fünf Aufsteigern. Die Benennung selbiger erfolgte durch die jeweiligen Spielklassenträger in eigener Zuständigkeit, wobei keine Mannschaft in die Staffel West aufstieg. Darüber hinaus wurde vorab der Spielmodus angepasst – in dieser Saison absolvierte jede Staffel lediglich eine Einfachrunde.

## Staffel Nord/Nordost
Als Quotientenmeister der A-Jugend-Regionalligen Nord und Nordost der Vorsaison nahmen Hansa Rostock und der FC Carl Zeiss Jena teil.

### Tabelle
| Pl.             | Verein                  | Sp. | S  | U | N  | Tore    | Diff. | Punkte |
| --------------- | ----------------------- | --- | -- | - | -- | ------- | ----- | ------ |
| 1.              | Hertha BSC              | 18  | 14 | 2 | 2  | 046:220 | +24   | 44     |
| 2.              | Energie Cottbus         | 18  | 12 | 3 | 3  | 032:190 | +13   | 39     |
| 3.              | RB Leipzig              | 18  | 11 | 4 | 3  | 044:200 | +24   | 37     |
| 4.              | Werder Bremen           | 18  | 10 | 2 | 6  | 043:370 | +6    | 32     |
| 5.              | Holstein Kiel           | 18  | 10 | 2 | 6  | 028:250 | +3    | 32     |
| 6.              | FC Viktoria 1889 Berlin | 18  | 8  | 6 | 4  | 031:200 | +11   | 30     |
| 7.              | VfL Wolfsburg           | 18  | 7  | 6 | 5  | 022:210 | +1    | 27     |
| 8.              | 1. FC Union Berlin      | 18  | 7  | 5 | 6  | 026:270 | −1    | 26     |
| 9.              | Hannover 96             | 18  | 7  | 4 | 7  | 025:220 | +3    | 25     |
| 10.             | Hamburger SV            | 18  | 7  | 4 | 7  | 035:330 | +2    | 25     |
| 11.             | Hansa Rostock (N)       | 18  | 7  | 3 | 8  | 032:240 | +8    | 24     |
| 12.             | Dynamo Dresden          | 18  | 6  | 4 | 8  | 026:230 | +3    | 22     |
| 13.             | 1. FC Magdeburg         | 18  | 6  | 3 | 9  | 033:310 | +2    | 21     |
| 14.             | FC St. Pauli            | 18  | 6  | 3 | 9  | 034:360 | −2    | 21     |
| 15.             | Hallescher FC           | 18  | 6  | 3 | 9  | 019:340 | −15   | 21     |
| 16.             | VfL Osnabrück           | 18  | 5  | 4 | 9  | 021:410 | −20   | 19     |
| 17.             | Chemnitzer FC           | 18  | 4  | 4 | 10 | 016:300 | −14   | 16     |
| 18.             | Eimsbütteler TV         | 18  | 3  | 4 | 11 | 018:370 | −19   | 13     |
| 19.             | FC Carl Zeiss Jena (N)  | 18  | 1  | 2 | 15 | 012:410 | −29   | 05     |
| Stand: Endstand |                         |     |    |   |    |         |       |        |

| (N) | Aufsteiger aus den Regionalligen |

### Torschützenliste
| Pl.             | Spieler        | Mannschaft              | Tore |
| --------------- | -------------- | ----------------------- | ---- |
| 1.              | Tom Sanne      | Hamburger SV            | 140  |
| 2.              | Diren Günay    | FC Viktoria 1889 Berlin | 100  |
| 2.              | Joel Imasuen   | FC Viktoria 1889 Berlin | 100  |
| 4.              | Dominik Kasper | Werder Bremen           | 9    |
| 4.              | Willi Reincke  | Werder Bremen           | 9    |
| Stand: Endstand |                |                         |      |

## Staffel West
Aufgrund des späteren Staffelstarts absolvierte das Teilnehmerfeld exklusive des Wuppertaler SV vor der Ligasaison die Gruppenphase eines einmalig ausgetragenen Ligapokals, um den Teams bereits vorab Spielpraxis unter Wettkampfbedingungen zu ermöglichen. Halbfinale und Endspiel fanden innerhalb der Bundesligasaison statt.

### Tabelle
| Pl.             | Verein                   | Sp. | S  | U | N  | Tore    | Diff. | Punkte |
| --------------- | ------------------------ | --- | -- | - | -- | ------- | ----- | ------ |
| 1.              | Borussia Dortmund (L)    | 16  | 14 | 2 | 0  | 054:700 | +47   | 44     |
| 2.              | FC Schalke 04            | 16  | 10 | 3 | 3  | 037:140 | +23   | 33     |
| 3.              | Bayer 04 Leverkusen      | 16  | 9  | 5 | 2  | 033:150 | +18   | 32     |
| 4.              | VfL Bochum               | 16  | 9  | 5 | 2  | 023:900 | +14   | 32     |
| 5.              | 1. FC Köln               | 16  | 8  | 4 | 4  | 041:160 | +25   | 28     |
| 6.              | Rot-Weiss Essen          | 16  | 8  | 4 | 4  | 025:190 | +6    | 28     |
| 7.              | MSV Duisburg             | 16  | 7  | 5 | 4  | 026:150 | +11   | 26     |
| 8.              | Preußen Münster          | 16  | 8  | 1 | 7  | 036:300 | +6    | 25     |
| 9.              | FC Viktoria Köln         | 16  | 7  | 3 | 6  | 030:290 | +1    | 24     |
| 10.             | SC Paderborn 07          | 16  | 5  | 4 | 7  | 027:240 | +3    | 19     |
| 11.             | Rot-Weiß Oberhausen      | 16  | 5  | 4 | 7  | 024:310 | −7    | 19     |
| 12.             | Borussia Mönchengladbach | 16  | 4  | 6 | 6  | 023:230 | ±0    | 18     |
| 13.             | Fortuna Düsseldorf       | 16  | 5  | 2 | 9  | 020:380 | −18   | 17     |
| 14.             | Wuppertaler SV           | 16  | 5  | 2 | 9  | 014:410 | −27   | 17     |
| 15.             | Arminia Bielefeld        | 16  | 2  | 3 | 11 | 009:340 | −25   | 09     |
| 16.             | SC Fortuna Köln          | 16  | 2  | 2 | 12 | 015:370 | −22   | 08     |
| 17.             | Alemannia Aachen         | 16  | 0  | 1 | 15 | 006:610 | −55   | 01     |
| Stand: Endstand |                          |     |    |   |    |         |       |        |

| (L) | Sieger des Weststaffel-Ligapokals |

### Torschützenliste
| Pl.             | Spieler           | Mannschaft          | Tore |
| --------------- | ----------------- | ------------------- | ---- |
| 1.              | Julian Rijkhoff   | Borussia Dortmund   | 150  |
| 2.              | Bradley Fink      | Borussia Dortmund   | 120  |
| 2.              | Maxim Schröder    | Preußen Münster     | 120  |
| 4.              | Emrehan Gedikli 1 | Bayer 04 Leverkusen | 8    |
| 4.              | Kilian Skolik     | Rot-Weiß Oberhausen | 8    |
| Stand: Endstand |                   |                     |      |

## Staffel Süd/Südwest
Als Aufsteiger aus der A-Jugend-Bayernliga gelangte die SpVgg Unterhaching, nachdem sie sich in zwei Entscheidungsspielen Ende Juni 2021 gegen den 1. FC Schweinfurt 05 durchgesetzt hatte, in die A-Junioren-Bundesliga. Trainiert wurde die Mannschaft zu diesem Zeitpunkt von Sandro Wagner, der im Anschluss die erste Herrenmannschaft der Hachinger übernahm. Die SV Elversberg (A-Jugend Regionalliga Südwest) sowie der KSV Hessen Kassel (A-Junioren-Hessenliga) konkurrierten parallel dazu ebenfalls in zwei Partien um einen weiteren Platz in der Liga, den sich Kassel sichern konnte und so seine erste Bundesligateilnahme finalisierte. Aus der A-Jugend-Oberliga Baden-Württemberg kamen die Stuttgarter Kickers neu hinzu.

### Tabelle
| Pl.             | Verein                  | Sp. | S  | U | N  | Tore    | Diff. | Punkte |
| --------------- | ----------------------- | --- | -- | - | -- | ------- | ----- | ------ |
| 1.              | FC Augsburg             | 20  | 14 | 4 | 2  | 056:310 | +25   | 46     |
| 2.              | 1. FC Nürnberg          | 20  | 15 | 1 | 4  | 045:270 | +18   | 46     |
| 3.              | Eintracht Frankfurt     | 20  | 14 | 3 | 3  | 058:240 | +34   | 45     |
| 4.              | VfB Stuttgart           | 20  | 14 | 2 | 4  | 055:160 | +39   | 44     |
| 5.              | 1. FSV Mainz 05         | 20  | 11 | 3 | 6  | 058:390 | +19   | 36     |
| 6.              | TSG 1899 Hoffenheim     | 20  | 10 | 5 | 5  | 064:360 | +28   | 35     |
| 7.              | SpVgg Unterhaching (N)  | 20  | 10 | 3 | 7  | 035:340 | +1    | 33     |
| 8.              | SC Freiburg             | 20  | 9  | 4 | 7  | 043:340 | +9    | 31     |
| 9.              | FC Bayern München       | 20  | 9  | 2 | 9  | 057:350 | +22   | 29     |
| 10.             | Karlsruher SC           | 20  | 7  | 8 | 5  | 034:300 | +4    | 29     |
| 11.             | SV Darmstadt 98         | 20  | 8  | 5 | 7  | 028:320 | −4    | 29     |
| 12.             | 1. FC Heidenheim        | 20  | 8  | 4 | 8  | 035:300 | +5    | 28     |
| 13.             | FC Ingolstadt 04        | 20  | 7  | 4 | 9  | 044:400 | +4    | 25     |
| 14.             | FC-Astoria Walldorf     | 20  | 6  | 7 | 7  | 039:350 | +4    | 25     |
| 15.             | 1. FC Kaiserslautern    | 20  | 8  | 1 | 11 | 039:540 | −15   | 25     |
| 16.             | Stuttgarter Kickers (N) | 20  | 6  | 2 | 12 | 033:510 | −18   | 20     |
| 17.             | 1. FC Saarbrücken       | 20  | 6  | 0 | 14 | 020:410 | −21   | 18     |
| 18.             | SpVgg Greuther Fürth    | 20  | 4  | 5 | 11 | 027:440 | −17   | 17     |
| 19.             | Kickers Offenbach       | 20  | 5  | 2 | 13 | 024:480 | −24   | 17     |
| 20.             | SSV Ulm 1846            | 20  | 5  | 1 | 14 | 026:530 | −27   | 16     |
| 21.             | KSV Hessen Kassel (N)   | 20  | 1  | 0 | 19 | 007:930 | −86   | 03     |
| Stand: Endstand |                         |     |    |   |    |         |       |        |

| (N) | Aufsteiger aus den Regional- und Oberligen 2020/21 |

### Torschützenliste
| Pl.             | Spieler           | Mannschaft          | Tore |
| --------------- | ----------------- | ------------------- | ---- |
| 1.              | Thomas Kastanaras | VfB Stuttgart       | 26   |
| 2.              | Antonio Foti      | Eintracht Frankfurt | 17   |
| 2.              | Umut Tohumcu      | TSG 1899 Hoffenheim | 17   |
| 4.              | Leonardo Vonić    | 1. FC Nürnberg      | 16   |
| 5.              | Jannis Boziaris   | FC-Astoria Walldorf | 14   |
| Stand: Endstand |                   |                     |      |

## Endrunde um die deutsche A-Junioren-Meisterschaft 2022
Die Meister aller Staffeln sowie die zweitplatzierte Mannschaft der Staffel West qualifizierten sich für die Endrunde um die deutsche Meisterschaft.
| - Meister der Staffel Nord/Nordost: Hertha BSC - Meister der Staffel Süd/Südwest: FC Augsburg | - Meister der Staffel West: Borussia Dortmund - Vizemeister der Staffel West: FC Schalke 04 |

### Halbfinale
| Datum           |                   | Gesamt |               | Hinspiel  | Rückspiel |
| --------------- | ----------------- | ------ | ------------- | --------- | --------- |
| 6./14. Mai 2022 | FC Augsburg       | 1:5    | Hertha BSC    | 1:3 (1:1) | 0:2 (0:1) |
| 7./15. Mai 2022 | Borussia Dortmund | 5:2    | FC Schalke 04 | 5:1 (1:1) | 0:1 (0:0) |

### Finale
| Hertha BSC                                                       | Hertha BSC | Borussia Dortmund | Borussia Dortmund |
| ---------------------------------------------------------------- | --- | --- | ----------------- |
| Hertha BSC                                                       | \| 29. Mai 2022 um 13:00 Uhr in Berlin (Olympiapark-Amateurstadion) \| \| Ergebnis: 1:2 (1:1) \| \| Zuschauer: 3.100 \| \| Schiedsrichter: Justin Hasmann \| \| Spielbericht \| | \| 29. Mai 2022 um 13:00 Uhr in Berlin (Olympiapark-Amateurstadion) \| \| Ergebnis: 1:2 (1:1) \| \| Zuschauer: 3.100 \| \| Schiedsrichter: Justin Hasmann \| \| Spielbericht \|                                                                                               | Borussia Dortmund |
| Hertha BSC                                                       | Robert Kwasigroch – Lukas Ullrich, Jamil Najjar, Joel da Silva Kiala, Julian Eitschberger – Mesut Kesik , Safa Yıldırım, Tony Rölke ( 87. Veit Stange), Teoman Gündüz ( 70. Mustafa Abdullatif) – Luca Wollschläger, Leander Popp ( 82. Pepe Pereira Mendes) Cheftrainer: Michael Hartmann | Silas Ostrzinski – Faroukou Cissé, Nnamdi Collins, Colin Kleine-Bekel – Tom Rothe, Vasco Walz, Dennis Lütke-Frie , Lion Semić ( 85. Jonah Husseck) – Göktan Gürpüz ( 88. Abu-Bekir El-Zein), Bradley Fink, Jamie Bynoe-Gittens ( 80. Samuel Bamba) Cheftrainer: Mike Tullberg | Borussia Dortmund |
| Hertha BSC                                                       | 1:0 Wollschläger (12.) | 1:1 Bynoe-Gittens (37.) 1:2 Fink (48.) | Borussia Dortmund |
| Hertha BSC                                                       | Najjar (10.) | Bynoe-Gittens (69.) | Borussia Dortmund |
| 29. Mai 2022 um 13:00 Uhr in Berlin (Olympiapark-Amateurstadion) | | |                   |
| Ergebnis: 1:2 (1:1)                                              | | |                   |
| Zuschauer: 3.100                                                 | | |                   |
| Schiedsrichter: Justin Hasmann                                   | | |                   |
| Spielbericht                                                     | | |                   |